# Nordiske korthalefår
Nordiske korthalefår er en samlebetegnelse for de får, som fra forhistorisk tid  og langt op i historien var udbredt i Norden. I Danmark er de oprindelige korthalefår i historisk tid helt erstattet af importerede racer. På Island er korthalefårene derimod enerådende, og på færøerne helt dominerende. Også i Sverige, Norge og Finland findes korthalefår: kommercielle racer som Spælsau, Finuldsfår og Gotlandsk Pelsfår, og mindre stammer af gammel type. Den mest kendte er Gutefåret, som har betydelig udbredelse i Danmark som kulturhistorisk får.
| Dyr | Spire Denne artikel om dyr er en spire som bør udbygges. Du er velkommen til at hjælpe Wikipedia ved at udvide den. |